# مقدونيون (يونانيون)

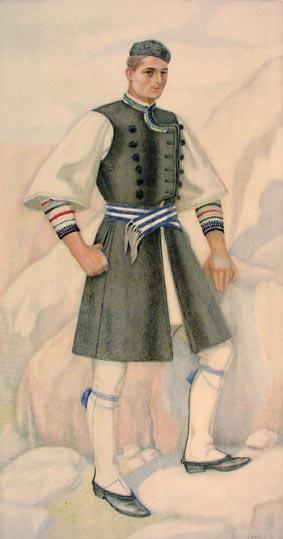
زي الرجل الفلاحي المقدوني اليوناني (مقدونيا، بوفي) - مجموعة الأزياء اليونانية من تصميم نيكولاس سبيرلينج (روسيا 1881-1940 / الفصل: أثينا).

المقدونيون، أو المقدونيون الإغريق أو الإغريق المقدونيون، هم مجموعة سكانية إقليمية وتاريخية من أصل إثني يوناني، تحدرت من منطقة مقدونيا اليونانية في شمال اليونان. يعيش معظم المقدونيين اليوم في العاصمة الإقليمية سالونيك أو حولها، فضلًا عن غيرها من المدن والبلدات في مقدونيا (اليونان)، ينتشر كثير منهم في اليونان وفي الشتات.

## تاريخ

### مقدمة: العصور المقدونية القديمة، والرومانية، والبيزنطية، والعثمانية
قطن اليونانيون منطقة مقدونيا منذ الأزمنة القديمة. نهض المقدونيون، مملكة صغيرة على حدود اليونان القديمة، إلى مملكة هيمنت على العالم اليوناني بأسره، في عهد فيليب الثاني. تمكن الإسكندرالأكبر ابن فيليب (356-323 قبل الميلاد) من بسط السيطرة المقدونية لفترة قصيرة ليس فقط على دول المدن في وسط اليونان، بل أيضًا على كامل الإمبراطورية الفارسية التي أطاح بها، بما في ذلك مصر، ثم توغل لاحقًا شرقًا ليصل إلى حدود كل من الهند وباكستان. رافق تبني الإسكندر لأساليب الحكم في الأراضي التي احتلها انتشار الثقافة اليونانية وتعلمها عبر إمبراطوريته الواسعة. رغم انقسام الإمبراطورية إلى أنظمة إغريقية (يونانية) متعددة بعد موته بوقت قصير، إلا أن فتوحاته تركت إرثًا باقٍ، لا سيما في المدن الجديدة الناطقة باليونانية التي تأسست في كل أنحاء الأراضي الغربية لبلاد فارس، ما بشر بولادة العصر الهلنستي. في تقسيم إمبراطورية الإسكندر بين ملوك طوائف الإسكندر، وقعت مقدونيا في يد الأسرة الأنتيبترية، التي أطاحت بها الأسرة الأنتيغونية بعد بضع سنوات فقط، في عام 294 قبل الميلاد. المقدونية القديمة، سواء كانت لهجة يونانية تتبع مجموعة دوريك الشمالية الغربية، كما يشير اكتشاف لوح «بيلا كورس» الطيني، أو لغة هيلينية منفصلة، فإنها استبدلت تدريجيًا بالأتيكية اليونانية؛ استعملت هذه الأخيرة في عصر فيليب الثاني المقدوني ثم تطورت لاحقًا إلى اليونانية العامية المختلطة.
بعد الاجتياح الروماني للبلقان، كان المقدونيون لا جزءًا لا يتجزأ من شعب مستعمرة مقدونيا الرومانية. تحت السيطرة الرومانية ولاحقًا في عهد الإمبراطورية البيزنطية، شهدت المنطقة تدفقًا لأعراق كثيرة (الأرمن، السلافيون، والأرومانيون، وغيرهم) استقرت في المنطقة حيث عاش المقدونيون القدماء. ضمت المنطقة أيضًا عددًا كبيرًا من اليهود الرومانيين منذ الأزمنة القديمة. في أواخر العصر البيزنطي، حكمت مملكة سالونيك معظم مقدونيا الوسطى قبل أن يحكمها الإمبراطور المنافس ثيودور كومنينوس دوكاس والمتحدرون منه، ومن ثم أعيد إدماجها في الإمبراطورية البيزنطية التي كانت القسطنطينية مركزها. لاحقًا، جرى تنافس على أرض مقدونيا الغربية بين الدول الرئيسية في المنطقة: الإمبراطورية البيزنطية، وديسبوتية إبيروس (إمارة إپيروس)، وحكام تساليا، والإمبراطورية الصربية، والإمبراطورية البلغارية.
بعد الغزو العثماني، نحو نهاية العهد العثماني، عنى مصطلح مقدونيا المنطقة الواقعة في شمال شبه الجزيرة اليونانية، وهو ما اختلف عن التعبير البيزنطي السابق له. في مقدونيا العثمانية، عاش اليونانيون والأرومانيون والسلافيون واليهود والألبان والأتراك جنبًا إلى جنب في مجتمعات مستقلة ذاتيًا، في حين وجدت في غرب مقدونيا (اليونان) أعداد كبيرة من المسلمين اليونانيين مثل «الفالهادس». أصبحت مسألة تكوين شعب مقدونيا متعدد الثقافات معروفة باسم «المسألة المقدونية». ظلت سالونيك أكبر المدن المقدونية التي أقام فيها معظم المقدونيين.

### المساهمة في حرب الاستقلال اليونانية
تشير حرب الاستقلال اليونانية إلى المساعي التي بذلها اليونانيون لإقامة دولة يونانية مستقلة، في الوقت الذي كانت فيه اليونان جزءًا من الإمبراطورية العثمانية. في البداية، خططت منظمات سرية للثورة ونظمتها، من أهمها كانت جمعية «فليكي إتريا» (مجتمع الأصدقاء أو المجتمع الودي)، التي عملت في اليونان ومناطق أوروبية أخرى خارج الإمبراطورية العثمانية. كان لليونانيين المقدونيين مشاركة نشطة في هذه الحركات الثورية المبكرة؛ كان من بينهم غريغوريوس زاليكيس، كاتب أسس منظمة «فندق هيلينيك» التي سبقت جمعية فليكي إتريا. حتى بعد انتهاء الثورة الوطنية اليونانية، كانت هناك عدة ثورات في مقدونيا، أعلنت جميعها عن هدف واحد أمامها وهو توحيد المنطقة مع مملكة اليونان.
بدأت الثورة في مقدونيا من منطقة خالكيذيكي التي كان معظم سكانها من اليونانيين. في 28 مايو سنة 1821، طلب يوسف باي حاكم سالونيك رهائن من المنطقة، بعد إحساسه بالخطر من وقوع عصيان عام. عندما وصلت قواته إلى بوليغيروس، ثار المتمردون والرهبان المحليون من جبل آثوس وقتلوا القائد التركي وحراسه، ما أجبر العثمانيين على الانسحاب إلى سالونيك. انتقم يوسف باي بقطعه رأس أحد الأساقفة، ومخوزقًا ثلاثة من الشخصيات المرموقة وسجن الكثير من المسيحيين في سالونيك. حرض العثمانيون المسلمين واليهود ضد اليونانيين، تحت حجة أن اليونانيين اعتزموا إبادة الشعوب غير المسيحية. كان الإنجاز الأول للجانب اليوناني في عهد إمانويل باباس، الذي كان حينها في منصب «جنرال مقدونيا»؛ الاستيلاء على خالكيذيكي وتهديد سالونيك، ولكن في شهر حزيران، انسحبت القوات اليونانية من فاسيليكا. وتظهر الرسائل الواردة من تلك الفترة أن باباس كان إما يخاطب أو يلقب نفسه «زعيم مقدونيا والمدافع عنها» وهو يعتبر اليوم بطلًا يونانيًا إلى جانب المقدونيين الذين لم تذكر أسماءهم والذين قاتلوا معه. انتهت الثورة في انتهت الثورة في 27 ديسمبر، مع تسليم جبل آثوس للعثمانيين.
في حين استمرت الصراعات لفترة من الزمن في مقدونيا، مثل الصراع في ناوسا الذي شاركت فيه شخصيات بارزة مثل أناستاسيوس كاراتاسوس، وأغيليس غاتسوس، وزافيراكيس ثيودوسيو، فإن هزيمة باباس كانت نقطة التحول في قمع الثورة المقدونية خلال حرب الاستقلال اليونانية حينئذ. في حين أدت الثورة إلى إنشاء الدولة اليونانية الحديثة المستقلة في الجنوب، وحصولها على اعتراف دولي في عام 1832، استمرت حركات المقاومة اليونانية العمل في الأراضي التي ظلت تحت السيطرة العثمانية، بما فيها مقدونيا وكذلك تيسالي وإبيروس وجزيرة كريت. كانت أحداث حرب القرم الروسية التركية في عام 1854 سببًا في إشعال شرارة ثورة مقدونية جديدة بدأت من خالكيذيكي. كان ديميتريوس كاراتاسوس، ابن أناستاسيوس كاراتاسوس، المعروف أكثر باسم تساميس كاراتاسوس أو ييرو تساميس، أحد المحرضين البارزين على حركات التمرد. حظيت حركات تمرد اليونانيين المقدونيين بدعم أوتو ملك اليونان، الذي اعتقد بإمكانية تحرير مقدونيا وأجزاء أخرى من اليونان، آملًا في الدعم الروسي. إلا أن الثورة فشلت من جانبها، إذ تسببت بتدهور العلاقات التركية اليونانية لسنوات تلت.
أعدت ثورة عام 1878 من جانب الحكومة اليونانية والثوار المقدونيين البارزين على السواء، وانطلقت من جنوب مقدونيا بمشاركة عدد كبير من الناس من اليونانيين والأفلاق (الأفلاش). في السنة نفسها، أنشئت إمارة بلغاريا، التي بدأت، مع إكسرخسية بلغاريا، في التعامل مع السكان الناطقين باللغة السلافية في مقدونيا، مع تأسيس المدارس البلغارية وانتماء الكنائس المحلية إلى الإكسرخسية؛ أنشئت مدارس يونانية وصربية ورومانية في أجزاء عدة. بعد هزيمة اليونان في الحرب التركية اليونانية عام 1897، لقي التدخل البلغاري في الشؤون المقدونية مزيدًا من التشجيع، ما أرهب السكان اليونانيين.